# Peace, Love and Respect
Peace, Love and Respec è un album di Popa Chubby, sicuramente il suo più politicizzato.

## Tracce
- Top Ten Reasons Why I Can't Sleep At Night
- Life Is A Beatdown
- Like The Buddha Do
- Un-American Blues
- Young Men
- Keep On The Sunny Side Of Life
- The Man On The News
- I'm Not Afraid
- Sweet Release
- The Devil Gonna Drag You Down
- See You In Sete
- Midnight Ride / Peace